# 八岭山镇
八岭山镇，是中华人民共和国湖北省荆州市荆州区下辖的一个乡镇级行政单位。

## 行政区划
八岭山镇下辖以下地区：
杨场社区、新场村、北湖桥村、太平村、朱家岭村、石马村、马跑泉村、王场村、马店村、三桥村、新湾村、杨场村、童桥村、铜岭村、三中渔场、八岭山茶场和八岭山林场。